# بخشدار
بخشدار به کسی گفته می‌شود که مسئولیت اداره یک بخش را در نظام سیاسی و اداری ایران بر عهده دارد. بخشدار در بخش محل مأموریت خود، به عنوان نماینده عالی دولت شناخته می‌شود و عهده‌دار اجرای سیاستهای عمومی کشور و در ارتباط با ادارات، مؤسسات و شرکت‌های دولتی و سایر دستگاه‌هایی است که به نحوی از بودجه عمومی دولت استفاده می‌کنند. ارتباط و هماهنگی ادارات، نهادهای انقلابی، نهادهای انتظامی، شورای اسلامی شهرهای بخش، شهرداری‌ها و موسسات عمومی غیردولتی فعال در سطح بخش نیز از وظایف بخشدار است.
| واحد تقسیمات کشوری | مسئول               | نهاد                  | نوع            | مرکز         |
| ------------------ | ------------------- | --------------------- | -------------- | ------------ |
| کشور               | وزیر کشور           | وزارت کشور            | دولتی          | پایتخت       |
| استان              | استاندار            | استانداری             | دولتی          | مرکز استان   |
| شهرستان            | فرماندار            | فرمانداری (ویژه)      | دولتی          | مرکز شهرستان |
| بخش                | بخشدار              | بخشداری               | دولتی          | مرکز بخش     |
| دهستان             | بخشدار (قبلاً دهدار) | بخشداری (قبلاً دهداری) | دولتی          | مرکز دهستان  |
| شهر                | شهردار              | شهرداری               | عمومی غیردولتی | –            |
| روستا              | دهیار               | دهیاری                | عمومی غیردولتی | –            |

## وظایف
بخشداران در قلمرو مأموریت خویش به عنوان نماینده عالی دولت ، مسئولیت اجرای سیاست های عمومی کشور و در ارتباط با ادارات مؤسسات و شرکت های دولتی و سایر دستگاه هایی که به نحوی از بودجه عمومی دولت استفاده می نمایند ، نهادهای انقلاب اسلامی و رده انتظامی در بخش ، شورای اسلامی شهر و شهرداری و مؤسسات عمومی غیر دولتی را عهده دار خواهند بود .
ـ رده های انتظامی در بخش در چار چوب وظایفی که در ارتباط با امنیت مناطق دارند ، همکاری و هماهنگی لازم بعمل خواهند آورد.
ـ بخشدار به عنوان نماینده عالی دولت در برابر استاندار و فرماندار مسئول بوده و به عنوان نماینده وزارت کشور در ارائه و اجرای وظایف و اختیارات آن وزارتخانه در بخش خواهد بود و در مقابل مسئول مافوق پاسخگوست.
ـ وظایف و اختیارات بخشدار در قلمرو مأموریت خویش به شرح زیر است:
١ ـ مسئول پیگیری در برقراری حفظ و نظم و امنیت بخش است.
٢ ـ هدایت و تشکیل مرتّب جلسات شورای تأمین بخش (در صورت داشتن جمعیت بیش از ١٠٠ هزار نفر) و نظارت بر حسن اجرای مصوبات آن.
٣ ـ کلیه ارگان های عضو شورای تأمین و سایر دستگاه‌های اجرایی بخش موظفند مصوبات شورای تأمین بخش را اجرا نمایند و در صورت عدم‌اجرا با متخلفین برابر مقررات رفتار خواهد شد.
٤ ـ هدایت و نظارت بر عملکرد شورای تأمین بخش و مسائل امنیتی و سایر دستگاه‌های اجرایی و محلی؛ هماهنگی در حفظ و آمادگی ارگان‌های انتظامی.
٥ ـ پیش‌بینی و پیش‌گیری معضلات امنیتی بخش و تعیین و تدوین اولویت‌ها در چار چوب وظایف قانونی آن‌ها.
٦ ـ فراهم‌آوردن موجبات اجرای طرح‌ها و سیاست‌های عام امنیتی و انتظامی، مصوبات مراجع قانونی، دستورالعمل‌ها و ابلاغیه‌های شورای تأمین شهرستان.
٧ـ نظارت بر حسن اجرای قوانین و مقررات در حوزهٔ استحفاظی بخش.
٨ ـ پیشگیری و مقابله با مشکلات مرزی و نظارت و مراقبت از مرزهای آبی و خاکی و پیگیری به‌منظور جلوگیری از هرگونه تردد و نقل و انتقالات غیرمجاز در چارچوب سیاست‌ها و خط‌مشی‌های مصوبات ابلاغی.
٩ ـ بررسی و ارائه پیشنهاد ایجاد مرزهای رسمی (زمینی، هوایی، دریایی) بخش به مسئولین مافوق.
١٠ـ پیگیری مصوبات و ایجاد هماهنگی‌های لازمه در خصوص مبارزه با مواد مخدّر، قاچاق سلاح، مواد منفجره، کالا و ارز در حوزه استحفاظی بخش.
١١- نظارت بر حسن اجرای قوانین و مقررات مربوط به تردد، اقامت، سایر امور مربوط به اتباع و نمایندگی‌های خارجی، پناهندگان، معاودین، مهاجرین و آوارگان در بخش.
١٢- فراهم‌آوردن موجبات تشکیل و تقویت شوراهای اسلامی به‌منظور جلب مشارکت همه‌جانبهٔ مردم بخش در امور مشارکت‌پذیر و سازماندهی مطلوب آن و اعمال نظارت بر شوراهای فوق در چارچوب قوانین و مقررات مربوط و آیین‌نامه‌های اجرائی.
١٣ـ تشکیل و هدایت شوراهای بخش و روستاها و پیگیری مصوبات متخده شوراهای مذکور طبق قوانین و مقررات مربوط.
١٤ـ ایجاد زمینه های لازم برای تأسیس و توسعه مجامع و تشکل‌های گوناگون فرهنگی، اجتماعی، سیاسی و تخصصی و نظارت بر فعالیت‌های آن ها به‌منظور گسترش مشارکت‌های مردمی در همه زمینه ها و نهادینه‌شدن آزادی‌های سیاسی و اجتماعی در چارچوب وظایف بخشدار با هماهنگی مسئولین مافوق و... .
١٥- نظارت بر همه‌پرسی و کلیهٔ انتخاباتی که به‌موجب قانون برگزار می گردد و اختیارات تفویضی.
١٦- همکاری و هماهنگی با مسئولین تقسیمات کشوری.
١٧ـ نظارت بر حسن جریان امور مربوط به ثبت و احوال.
١٨ـ ایجاد زمینهٔ مناسب جهت رشد و ارتقاء فرهنگی، سیاسی، اقتصادی و اجتماعی بانوان و ایجاد هماهنگی بین دستگاه های ذی‌ربط و نظارت بر فعالیت آن ها در حوزه استحفاظی بخش.
١٩- فراهم آوردن زمینه‌های مناسب برای رشد و پیشرفت و گسترش آموزش و پرورش همگانی بهداشت عمومی، آموزش عالی و تحقیقات بر اساس دستورالعمل های صادره و قوانین و مقرارات مربوط.
٢٠- حفظ و حراست از ارزش های نظام جمهوری اسلامی ایران و گسترش فرهنگ اصیل اسلامی در بخش.
٢١- هدایت و هماهنگی اقدامات مربوط به پیشگیری و جلوگیری از منکرات و مفاسد اجتماعی در حوزه استحفاظی.
٢٢- فراهم‌نمودن زمینه‌های عدالت اجتماعی و فقرزدایی در حوز استحفاظی.
٢٣- اتخاذ تدابیر و پیشنهاد لازم و اعمال هماهنگی لازم به منظور پیشگیری ، کنترل و مهار بحران های ناشی از حوادث و بلایای طبیعی از قبیل سیل و زلزله ...
٢٤- همکاری با امور ایثارگران و ارتباط با خانواده های معظم شهداء.
٢٥- ارزشیابی عملکرد مسئولین بخش براساس مصوبات و دستورالعمل های مراجع ذی‌صلاح.
٢٦ ـ فراهم آوردن زمینه های همکاری و ایجاد هماهنگی بین فعالیت های دستگاه های دولت، سازمان های محلی، نهادهای انقلاب اسلامی، شوراهای محلی در چارچوب قوانین و مقررات مربوط در بخش.
٢٧- نظارت و مراقبت در اجرای برنامه های عمرانی در بخش و گزارش مستمر به مسئولین مافوق و تذکر به مسئولین اجرایی و یا اعلام به مسئولین مربوط در جهت رفع نواقص احتمالی.
٢٨- نظارت بر حفظ و حراست از منابع طبیعی و محیط زیست و استفاده بهینه از منابع و امکانات بالقوه و موجود بخش.
٢٩- شناسایی استعدادهای منطقه ای و تعیین نیازمندی های بخش و تصمیم گیری و هماهنگی در چارچوب سیاست ها و راهبردهای توسعه ملی، استانی و شهرستان.
٣٠- پیشنهاد وضع عوارض جدید بر فعالیت های اقتصادی و خدماتی در محدوده بخش و شناسایی منابع جدید درآمدی و پیشنهاد آن به مراجع ذی‌ربط در جهت اجرای برنامه های توسعه منطقه ای.
٣١- تلاش در جهت کسب منابع درآمدی مقرر در قوانین مربوط در محدوده بخش و همکاری با دستگاههای ذی‌ربط علی‌الخصوص شهرداری، دهیاری و شوراهای اسلامی بخش و روستا.
٣٢- هدایت و هماهنگی برنامه های توسعه اقتصادی، اجتماعی، فرهنگی کشور و تشویق سرمایه گذاران از طریق تشکیل موسسات اعتباری غیر دولتی و جذب سرمایه های محلی و سوق دادن آنها به سمت فعالیت های تولید و عمرانی.
٣٣- اجرای سایر وظایفی که در بخش از طریق مراجع ذی‌صلاح بر عهده بخشدار محول می گردد.
٣٤ ـ بخشدار به پیشنهاد فرماندار و تأیید استاندار با حکم وزیر کشور منصوب می گردند.
٣٥ ـ عزل بخشدار به پیشنهاد فرماندار، تأیید استاندار و حکم وزیر کشور انجام می شود در صورت استعفاء، عزل، فوت و یا سایر مورادی که مانع از انجام وظایف بخشدار گردد سرپرست بخشداری موقتاً از سوی استاندار تعیین می شود. فرماندار موظف است حداکثر ظرف مدت یک ماه بخشدار جدید را به استاندار پیشنهاد نماید.
٣٦ ـ کلیه رؤسای ادارات و نهادهای انقلاب اسلامی موظفند عدم حضور خود را در محل خدمت به اطلاع بخشدار برسانند و جانشین موقت خود را به وی معرفی نمایند.
٣٧ ـ عزل و تغییر رؤسا و مسئولین ادارات بخش توسط مقام های مجاز دستگاههای ذی‌ربط با اطلاع بخشدار صورت می گیرد.
٣٨ ـ کلیه رؤسای ادارات و یا بالاترین مقام اجرائی در بخش موظفند عدم حضور خود را به اطلاع بخشدار برسانند و جانشین موقت خود را به وی معرفی نمایند.
٣٩ ـ در مواردی که بخشدار حضور رئیس اداره ای را در بخش در زمان معین ضروری بدانند رئیس اداره مزبور موظف است از مرخصی یا مأموریت در آن زمان صرفنظر نموده و در محل خدمت حضور یابد.
٤٠ ـ بخشدار می توانند در اجرای وظایف واحدهای اجرائی بخش که به نحوی با برنامه های توسعه و سیاست های عمومی، مسائل امنیتی و آرامش عمومی مرتبط است و همچنین ایجاد هماهنگی بین واحدهای مذکور و استفاده بهینه از امکانات آنها و با رعایت قوانین و مقررات مبادرت به تهیه و ابلاغ دستورالعمل های اجرائی نمایند.
٤١ ـ واحدهای قضائی در بخش درخصوص مسائلی که به نحوی با آرامش و امنیت عمومی بخش مرتبط است همکاری لازم را با بخشدار معمول دارند.
٤٢ ـ کلیه دستگاههای اجرائی در بخش موظفند ترتیبی اتخاذ نمایند که بخشداران از مأموریت های سازمانی و اقدامات به عمل آمده و آخرین دستورالعمل ها و ضوابط بخشنامه های صادره آگاهی داشته باشند.
کلیه شوراها، ستادها و مجامعی که برای هماهنگی انجام وظایف دستگاههای اجرایی در بخش طبق قوانین و مقررات تشکیل می گردد زیر نظر بخشدار فعالیت خواهند نمود
٤٣ ـ واحدهای اجرائی بخش موظف به ارائه گزارش عملکرد دوره ای خویش به بخشداران می باشند. بخشداران می توانند در صورت لزوم حسب مورد خارج از دوره مزبور نیز از واحدهای مربوط گزارش امور مربوط را دریافت نمایند